# Alexa Rae

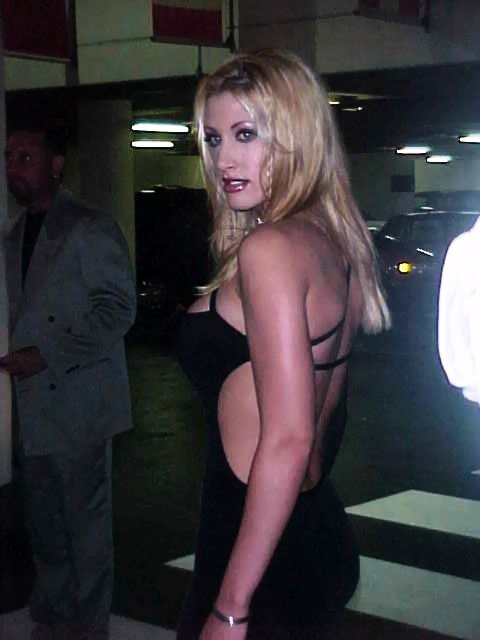
Alexa Rae (2000)

Alexa Rae (* 10. Dezember 1979 in Atlanta, Georgia, als Mary Sharpton) ist eine US-amerikanische Pornodarstellerin.

## Karriere
Während ihrer Jugend war sie 14 Jahre lang eine begeisterte Reiterin und nahm sogar an nationalen Reitwettbewerben teil. Sie begann 1998 im Alter von 18 Jahren ihre Karriere in der Pornobranche. Dies war kurz nachdem sie in Atlanta unter dem Namen „Fantasy“ im The Gold Club mit erotischem Tanz begonnen hatte. 
Sie ist im Musikvideo Complicated der Girl-Punk-Band Lo-Ball zu sehen. Alexas Filme waren zudem Gegenstand eines Artikels des Time Magazine über Cybersex. Sie war bei Wicked Pictures unter Vertrag. Zu den bekanntesten Filmen mit ihr zählen Mirage von Brad Armstrong und South of Eden von Digital Playground. Sie spielte auch in dem preisgekrönten Porno-Fantasy-Film Dream Quest. Zudem ist sie in dem Musikvideo zur Single „Work It“ von Nelly und Justin Timberlake aus dem Jahr 2003 zu sehen.

## Filmografie (Auswahl)
- 2000: Sexcalibur
- 2000: Fire and Ice
- 2001: Mirage
- 2001: The Gate
- 2002: Flesh Hunter 2 & 3
- 2002: Lex the Impaler 2
- 2002: No Man’s Land 36
- 2002: Rush
- 2002: Wicked Wishes
- 2003: The Hitman
- 2003: Sinful Creations
- 2004: Band Camp
- 2004: South of Eden

## Auszeichnungen
- 2003: AVN Award für „Best Couple Scene Video“ mit Lexington Steele in Lex the Impaler 2